# Hybochaetodus erugocarinatus
Hybochaetodus erugocarinatus är en skalbaggsart som beskrevs av Federico Ocampo 2006. Hybochaetodus erugocarinatus ingår i släktet Hybochaetodus och familjen Hybosoridae. Inga underarter finns listade i Catalogue of Life.